# Bus-Anschlag bei Ballygawley 1988
Der Bus-Anschlag bei Ballygawley ereignete sich während des Nordirlandkonflikts am 20. August 1988 im County Tyrone, nahe der Ortschaft Ballygawley. Durch einen Sprengsatz der Provisional IRA wurden acht britische Soldaten getötet und 28 verletzt.

## Anschlag
Der Anschlag ereignete sich gegen 0:30 Uhr Ortszeit auf der A5 road im Townland Curr und traf einen zivilen Bus, welcher 36 Soldaten des 1. Bataillons des Regiments The Light Infantry der Light Division transportierte. Die Soldaten hatten einen kurzen Heimaturlaub hinter sich, waren am militärischen Teil des Aldergrove Airports in Belfast gelandet und befanden sich auf dem Weg zurück zur Lisanelly-Kaserne in Omagh.
Laut Polizei war eine am Straßenrand abgestellte Autobombe explodiert, welche rund 91 kg eines Semtex-Gemisches enthielt und den Bus von der Straße schleuderte. Dabei soll es sich um Semtex-Bestände aus Libyen gehandelt haben, die von der IRA Mitte der 1980er Jahre erworben worden sein sollen. Acht Soldaten im Alter von 18 bis 21 Jahren wurden getötet und 28 weitere verletzt. Die Verletzten wurden unter anderem in den Krankenhäusern von Omagh und Dungannon behandelt.

## Folgen
Nach dem Anschlag beendete Premierministerin Margaret Thatcher ihren Urlaub im Südwesten von England und traf sich in London mit UUP-Sicherheitssprecher Ken Maginnis, welcher Namen von Verdächtigen nannte und eine Massenverhaftung forderte. Auch Nordirlandminister Tom King unterbrach seinen Urlaub in England und kehrte noch am selben Tag nach Belfast zurück, wo er an einer Sicherheitssitzung teilnahm. Der in der Nähe des Anschlagsortes wohnende Alliance-Regierungschef für den Bezirk Mid Ulster, Paddy Bogan, war als einer der ersten am Tatort und leistete Erste Hilfe. Die Ermittlungen wurden von Police Superintendent Wynnefield Hooke übernommen, während die Armee den Tatort weiträumig abriegelte. Die Provisional IRA bekannte sich zu dem Anschlag, welcher laut ihrer Mitteilung von der East Tyrone Brigade ausgeführt wurde. Die Armee stellte Truppentransporte über den Landweg in den Osten von Tyrone ein.
Am 30. August 1988 wurden bei Omagh die drei IRA-Männer Michael Harte, Martin Harte und Brian Mullin auf offener Straße unter nicht geklärten Umständen vom Special Air Service (SAS) erschossen. Laut Sicherheitsbehörden waren die drei Männer bewaffnet und hätten einen Mordanschlag auf einen Angehörigen des Ulster Defence Regiments ausführen wollen. Michael Harte galt als Kommandeur der Mid-Tyrone-Einheit der Provisional IRA und somit als Organisator zahlreicher Anschläge in der Umgebung, darunter dem Bus-Anschlag bei Ballygawley. Sein Bruder Martin galt ebenfalls als in zahlreiche IRA-Operationen involviert und war bereits als Verdächtiger zu dem Anschlag in Balleygawley befragt worden. Bei Brian Mullin handelte es sich um den Schwager der Harte-Brüder, welcher von der Polizei ebenfalls als Terrorist bezeichnet wurde. 
Als Reaktion auf den Anschlag wurde im November 1988 die Criminal Evidence (North Ireland) Order erlassen, welche es Gerichten in Nordirland ermöglichte, nachteilige Schlüsse gegen schweigende Verdächtige bei polizeilichen Verhören oder Gerichtsverhandlungen zu ziehen. Laut Amnesty International ein Verstoß gegen die Unschuldsvermutung und das Aussageverweigerungsrecht, welche durch internationale Bestimmungen wie dem Pakt über bürgerliche und politische Rechte und der Europäischen Menschenrechtskonvention abgesichert seien.
Ab Oktober 1988 verbot die britische Regierung zudem die Ausstrahlung von Interviews und Reden irisch-republikanischer Parteien und Gruppen in Radio und Fernsehen.
An den Anschlag erinnern Gedenkstätten am Ort des Geschehens und in Shrewsbury.